# Saint-Simeux
Saint-Simeux és un municipi francès situat al departament del Charente i a la regió de la Nova Aquitània. L'any 2007 tenia 517 habitants.

## Demografia

### Població
El 2007 la població de fet de Saint-Simeux era de 517 persones. Hi havia 201 famílies de les quals 40 eren unipersonals (22 homes vivint sols i 18 dones vivint soles), 70 parelles sense fills, 73 parelles amb fills i 18 famílies monoparentals amb fills.
La població ha evolucionat segons el següent gràfic:
Habitants censats

### Habitatges
El 2007 hi havia 243 habitatges, 209 eren l'habitatge principal de la família, 13 eren segones residències i 21 estaven desocupats. 241 eren cases i 2 eren apartaments. Dels 209 habitatges principals, 154 estaven ocupats pels seus propietaris, 48 estaven llogats i ocupats pels llogaters i 7 estaven cedits a títol gratuït; 1 tenia una cambra, 5 en tenien dues, 27 en tenien tres, 68 en tenien quatre i 109 en tenien cinc o més. 181 habitatges disposaven pel capbaix d'una plaça de pàrquing. A 66 habitatges hi havia un automòbil i a 135 n'hi havia dos o més.

### Piràmide de població
La piràmide de població per edats i sexe el 2009 era:
| Homes | Edats   | Dones |
| ----- | ------- | ----- |
| 0     | 95 o +  | 0     |
| 0     | 90 a 94 | 4     |
| 0     | 85 a 89 | 4     |
| 0     | 80 a 84 | 4     |
| 12    | 75 a 79 | 4     |
| 0     | 70 a 74 | 16    |
| 4     | 65 a 69 | 8     |
| 32    | 60 a 64 | 20    |
| 16    | 55 a 59 | 8     |
| 20    | 50 a 54 | 20    |
| 16    | 45 a 49 | 28    |
| 28    | 40 a 44 | 28    |
| 20    | 35 a 39 | 12    |
| 4     | 30 a 34 | 0     |
| 12    | 25 a 29 | 12    |
| 8     | 20 a 24 | 16    |
| 4     | 15 a 19 | 36    |
| 12    | 10 a 14 | 20    |
| 8     | 5 a 9   | 12    |
| 8     | 0 a 4   | 0     |

## Economia
El 2007 la població en edat de treballar era de 342 persones, 252 eren actives i 90 eren inactives. De les 252 persones actives 228 estaven ocupades (119 homes i 109 dones) i 24 estaven aturades (12 homes i 12 dones). De les 90 persones inactives 39 estaven jubilades, 27 estaven estudiant i 24 estaven classificades com a «altres inactius».

### Ingressos
El 2009 a Saint-Simeux hi havia 225 unitats fiscals que integraven 571 persones, la mediana anual d'ingressos fiscals per persona era de 19.596 €.

### Activitats econòmiques
Dels 24 establiments que hi havia el 2007, 1 era d'una empresa alimentària, 2 d'empreses de fabricació d'altres productes industrials, 7 d'empreses de construcció, 1 d'una empresa de comerç i reparació d'automòbils, 2 d'empreses de transport, 1 d'una empresa d'hostatgeria i restauració, 1 d'una empresa d'informació i comunicació, 1 d'una empresa financera, 2 d'empreses immobiliàries, 4 d'empreses de serveis, 1 d'una entitat de l'administració pública i 1 d'una empresa classificada com a «altres activitats de serveis».
Dels 8 establiments de servei als particulars que hi havia el 2009, 1 era un taller de reparació d'automòbils i de material agrícola, 2 paletes, 1 fusteria, 1 lampisteria, 1 electricista, 1 restaurant i 1 agència immobiliària.
L'any 2000 a Saint-Simeux hi havia 22 explotacions agrícoles que ocupaven un total de 432 hectàrees.

## Equipaments sanitaris i escolars
El 2009 hi havia una escola elemental integrada dins d'un grup escolar amb les comunes properes formant una escola dispersa.

## Poblacions més properes
El següent diagrama mostra les poblacions més properes.